# 圣马丹勒加亚尔
圣马丹勒加亚尔（法語：Saint-Martin-le-Gaillard，法語發音：[sɛ̃ maʁtɛ̃ lə ɡajaʁ]）是法国滨海塞纳省的一个市镇，属于迪耶普区。

## 地名
法语人名在日常人名译名以及《世界人名翻譯大辭典》、《法语姓名译名手册》等主流人名译名类书籍资料中多译作“马丁”，不过在《世界地名翻译大辞典》、《世界地名译名词典》和《法国地图册》等主流地名译名类书籍资料中多译作“马丹”。

## 地理
圣马丹勒加亚尔（49°58'42"N, 1°22'14"E）面积17.8 平方千米，位于法国诺曼底大区滨海塞纳省，该省份为法国北部沿海省份，其西部及北部濒大西洋英吉利海峡，东起顺时针与索姆省、瓦兹省、厄尔省和卡爾瓦多斯省接壤。
与圣马丹勒加亚尔接壤的市镇（或旧市镇、城区）包括：巴伊昂里维耶尔、巴罗梅尼勒、滨海克里耶勒、耶尔河畔屈韦维尔、珀蒂科。
圣马丹勒加亚尔的时区为UTC+01:00、UTC+02:00（夏令时）。

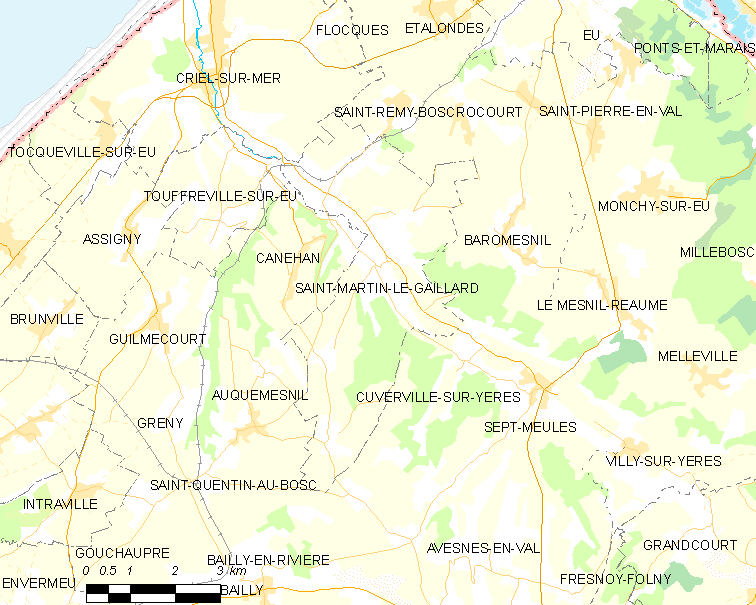
圣马丹勒加亚尔的OSM定位图

## 行政
圣马丹勒加亚尔的邮政编码为76260，INSEE市镇编码为76619。

## 政治
圣马丹勒加亚尔所属的省级选区为厄镇县。

## 人口

1962-2008年间圣马丹勒加亚尔人口变化图示

圣马丹勒加亚尔于2022年1月1日时的人口数量为293人。